# 関西東通
株式会社関西東通（かんさいとうつう、英: Kansai Totsu,Inc.）は、TBSアクト（旧・東通）のグループ企業で、主に在阪局のテレビ番組制作に携わる技術プロダクションである。

## 沿革
1985年7月に「株式会社ティ・ディー・シー」として設立。2005年に東通クリエイト（のちに東通エーヴィセンターと統合し、現・東通インフィニティー）から4つの部門についての営業譲渡を受け、同4月「株式会社東通テクノサービス」に社名を改める。
この間、東通子会社で、在阪テレビ局と取引関係があった大阪東通（1968年設立）が経営難と、地上デジタルテレビ放送対応の設備投資の資金不足などから2001年に民事再生法を申請・倒産し、その後東通本社が受け皿となって同社の大阪支社として業務を引き継いだ が、2010年に東通大阪支社の業務を東通テクノサービスが継承すると共に、同年2月に現社名に改め今日にいたる。なお親会社であった東通は、2021年4月1日をもって、TBSアート&テクノロジー、並びにTBSホールディングスグループと東通グループの傘下にあった技術関連会社12社との合併による「TBSアクト」へ統合されたが、当社は社名変更されない。

## 関連会社
- TBSアクト（旧東通）
- 東通インフィニティー
- ライズ・アップ[3]
- 東通企画

## 著名関係者
- 福家雅明（元阪神タイガース投手。Tigers-aiのタイガース主催試合中継ディレクター、スカイAの『猛虎キャンプリポート』レポーター）